# 程光甸
程光甸（？—？），字子極，直隸安慶府太湖縣人，民籍，明朝政治人物。

## 生平
應天府鄉試第八名舉人。嘉靖三十八年（1559年）中式己未科三甲第一百一十七名進士。任江西進賢知縣，值歲旱民饑，光甸移家穀千石以賑之，又為地方奏請建城，卒于官，士民建祠祀之。

## 家族
曾祖程鍾；祖父程倫，知縣；父程紹頤，知縣。前母呂氏；陳氏。